# Godsadresseringsnummer
Godsadresseringsnummer (GAN) identifierar godsmottagare i samband med transporter. Används av logistik- och distributionsföretag för t.ex. pakettransporter.